# ジョーデイビース郡 (イリノイ州)
ジョーデイビース郡（英: Jo Daviess County）は、アメリカ合衆国イリノイ州の北西隅に位置する郡である。2010年国勢調査での人口は22,678人であり、2000年の22,289人から1.7％増加した。郡庁所在地はガリーナ（人口3,429人）であり、同郡で人口最大の都市でもある。
ジョーデイビース郡はドリフトレス地域に位置し、道路や谷の素晴らしい景観で知られている。郡内にはイリノイ州の最高地点であるチャールズ・マウンドがある。
ジョーデイビース郡はアイオワ州、ウィスコンシン州とイリノイ州で作るトリステート地域にあり、ダビューク (アイオワ州)・ガリーナ・プラットビル (ウィスコンシン州)大都市圏を構成している。この都市圏人口のうち13ないし15％がジョーデイビース郡のものである。

## 歴史
ジョーデイビース郡は1827年にヘンリー郡とパットナム郡の一部を合わせて設立された。郡名は、ケンタッキー州のアメリカ合衆国地区検事であり、1811年のティッペカヌーの戦いで戦死したジョセフ・ハミルトン・デイビース少佐に因んで名付けられた。地元での発音はデイビスである。
郡北東部隅のノラの町近くに風力発電所の建設が計画されている。

### 郡領域の変化
- 1830年- イリノイ州とウィスコンシン州の州境が確定。このときまでウィスコンシン州の幾つかの町がジョーデイビース郡の管轄下にあった[3]。
- 1831年- 郡内およびヘンリー郡とパットナム郡の北部からロックアイランド郡が設立
- 1836年- 郡内南部と東部からホワイトサイド郡、オーグル郡、ウィネベーゴ郡が設立
- 1837年- 郡内東部からスティーブンソン郡が設立
- 1839年- 郡内南部からキャロル郡が設立[4]

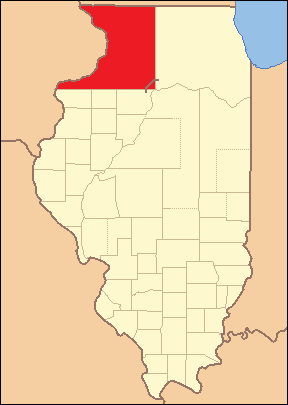
ジョーデイビース郡設立時の1831年の領域
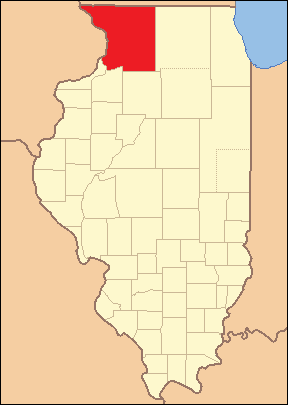
1831年から1836年
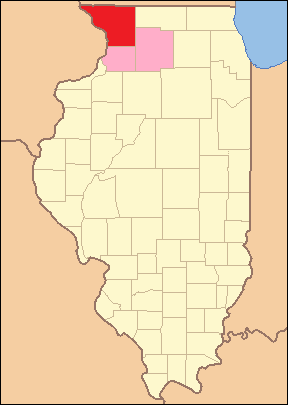
1836年から1837年
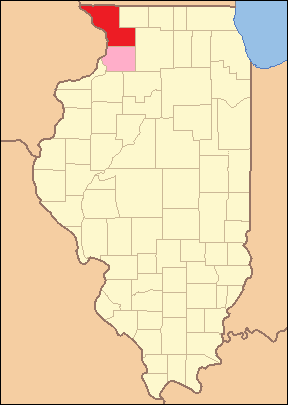
1837年から1839年
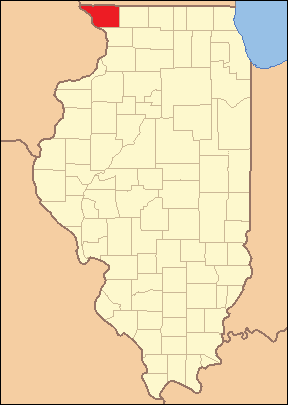
1839年にキャロル郡の設立で現在の領域になった

## 地理
アメリカ合衆国国勢調査局に拠れば、郡域全面積は618.73平方マイル (1,602.5 km2)であり、このうち陸地601.09平方マイル (1,556.8 km2)、水域は17.64平方マイル (45.7 km2)で水域率は2.85％である。

### 主要高規格道路
- アメリカ国道20号線
- イリノイ州道35号線
- イリノイ州道78号線
- イリノイ州道84号線

### 隣接する郡
- ラファイエット郡 (ウィスコンシン州) - 北
- スティーブンソン郡 - 東
- キャロル郡 - 南東
- ジャクソン郡 (アイオワ州) - 南西、ミシシッピ川の対岸
- ダビューク郡 (アイオワ州) - 西、ミシシッピ川の対岸
- グラント郡 (ウィスコンシン州) - 北西

## 気候と気象
近年、郡庁所在地であるガリーナ市の平均気温は1月の9°F (-13 ℃) から7月の84°F (29 ℃) まで変化している。過去最低気温は1996年2月に記録された-34°F (-37 ℃) であり、過去最高気温は1988年8月に記録された103°F (39 ℃) である。月間降水量は2月の1.14インチ (29 mm) から6月の4.58インチ (116 mm) まで変化している。

### 国立保護地域
- ミシシッピ川上流国立野生生物魚類保護区（部分）

## 人口動態

2000人口ピラミッド

以下は2000年国勢調査による人口統計データである。
| 基礎データ - 人口: 22,289人 - 世帯数: 9,218 世帯 - 家族数: 6,286 家族 - 人口密度: 14人/km2（37人/mi2） - 住居数: 12,003軒 - 住居密度: 8軒/km2（20軒/mi2） 人種別人口構成 - 白人: 98.66% - アフリカン・アメリカン: 0.20% - ネイティブ・アメリカン: 0.10% - アジア人: 0.16% - その他の人種: 0.34% - 混血: 0.53% - ヒスパニック・ラテン系: 1.53% 先祖による構成 - ドイツ系：46.9％ - アイルランド系：11.5％ - アメリカ人：10.5％ - イギリス系：9.0％ 言語による構成 - 英語：97.8％ - スペイン語：1.7％ | 年齢別人口構成 - 18歳未満: 23.2% - 18-24歳: 6.7% - 25-44歳: 25.3% - 45-64歳: 26.8% - 65歳以上: 17.9% - 年齢の中央値: 42歳 - 性比（女性100人あたり男性の人口） - 総人口: 100.5 - 18歳以上: 97.0 世帯と家族（対世帯数） - 18歳未満の子供がいる: 27.3% - 結婚・同居している夫婦: 58.2% - 未婚・離婚・死別女性が世帯主: 6.5% - 非家族世帯: 31.8% - 単身世帯: 27.5% - 65歳以上の老人1人暮らし: 12.7% - 平均構成人数 - 世帯: 2.40人 - 家族: 2.92人 収入と家計 - 収入の中央値 - 世帯: 40,411米ドル - 家族: 48,335米ドル - 性別 - 男性: 32,231米ドル - 女性: 22,096米ドル - 人口1人あたり収入: 21,497米ドル - 貧困線以下 - 対人口: 6.7% - 対家族数: 4.0% - 18歳未満: 7.6% - 65歳以上: 7.5% |

## 郡区
ジョーデイビース郡は下記23つの郡区に分割されている。
| - アップルリバー - ビアーマン - カウンシルヒル - デリンダ - ダンリース - イーストガリーナ - エリザベス - ギルフォード | - ハノーバー - メノミニー - ノラ - プレザントバレー - ローリンズ - ライス - ラッシュ - スケールズマウンド | - ストックトン - トンプソン - ビネガーヒル - ウォーズグローブ - ウォーレン - ウェストガリーナ - ウッドバイン |

## 都市と町

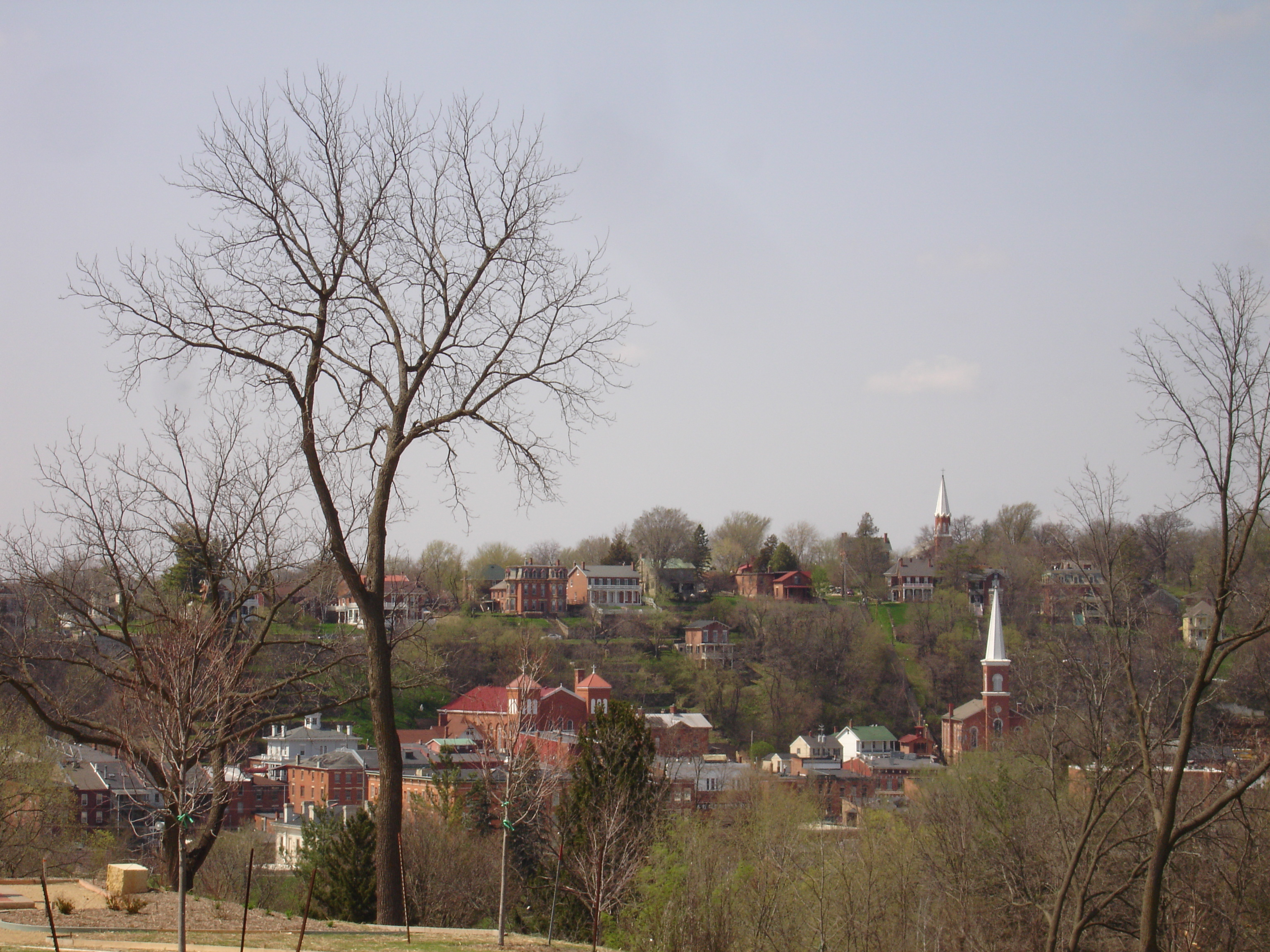
ガリーナ市中心街ユリシーズ・グラントの家から望む

- ガリーナ - 郡庁所在地
- アップルリバー
- イーストダビューク
- エリザベス
- ハノーバー
- メノミニー
- ノラ
- スケールズマウンド
- ストックトン
- ウォーレン